# سینت کاترینز بی (ویسکانسین)
سینت کاترینز بی (به انگلیسی: Saint Catherines Bay) یک منطقهٔ مسکونی در ایالات متحده آمریکا است که در شهرستان کالومت، ویسکانسین واقع شده‌است. سینت کاترینز بی ۲۳۸٫۰۵ متر بالاتر از سطح دریا واقع شده‌است.